# Parancistrota geayi
Parancistrota geayi är en fjärilsart som beskrevs av Eugène Louis Bouvier 1933. Parancistrota geayi ingår i släktet Parancistrota och familjen påfågelsspinnare. Inga underarter finns listade i Catalogue of Life.